# Suimanga de galtes robí
El suimanga de galtes robí (Chalcoparia singalensis) és una espècie d'ocell de la família dels nectarínids (Nectariniidae) i única espècie del gènere Chalcoparia Cabanis, 1850. Ha estat inclòs en Anthreptes.

## Hàbitat i distribució
Habita boscos i medi urbà de l'est de l'Índia, el Nepal, Bangladesh, sud-oest de la Xina, Sud-est asiàtic, Sumatra, Borneo i Java.